# غويلان (الرقة)
غويلان قرية سورية تتبع ناحية سلوك في منطقة تل أبيض في محافظة الرقة. بلغ عدد سكانها 792 نسمة في عام 2004 حسب إحصاء المكتب المركزي للإحصاء.